# Joseph Roëttiers
Pour les articles homonymes, voir Roëttiers.
 (août 2017).
Joseph Roëttiers, né à Anvers le 1er août 1635 et mort à Paris le 11 septembre 1703, est un médailleur français.

## Biographie
Joseph Roëttiers descend d'une grande et illustre famille de graveurs de médailles flamands. Fils de Philippe I Roëttiers, frère de Jean Roëttiers (1631-1703) et de Philippe II Roëttiers (1640-1718), et père de Joseph Charles Roëttiers (1691-1779), qui sont tous médailleurs.
Il a commencé sa carrière comme graveur-assistant à la Monnaie de Londres au début des années 1670.
Il part ensuite pour la France en février 1679, où il obtient le poste de Graveur général le 5 décembre 1682, remplaçant François Varin. Il devint « graveur particulier » de la Monnaie de Paris de 1694 à 1703. Il est le créateur de plusieurs types monétaire de Louis d'or et d'écu d'argent :
- Louis d'or à la perruque (1683-1689), Écu au jabot (1683-1685) et Écu blanc à la perruque (1684-1689) ;
- Louis d'or à l'écu (1690-1693) et Écu aux 8 L (1690-1693) ;
- Louis d'or aux 4 L (1693-1700) et Écu aux palmes (1693-1701) ;
- Louis d'or aux 8 L et aux insignes (1700-1704) et Écu aux insignes (1701-1704).

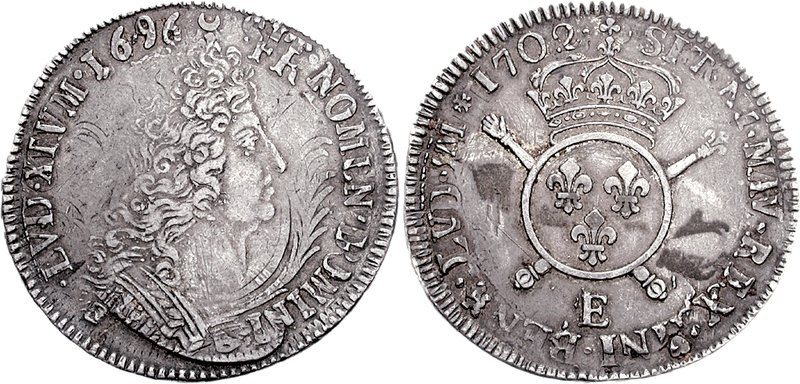
Écu Louis XIV (1702).

Joseph Roëttiers, qui fut nommé « Premier graveur de l’histoire en médailles », fut l'un des tout premiers artistes à contribuer à la création des séries de médailles de Louis XIV, vers 1680. Dans ce travail, il collabora avec Jean Mauger, Henri Roussel, Michel Molart et d'autres.
Dans le domaine des médailles, on lui connaît entre autres les œuvres suivantes :
- La capture du Luxembourg, 1684, avec Michel Molart ;
- La paix avec Alger, 1684, avec Michel Molart ;
- Inauguration de la statue de Louis XIV place des Victoires en 1686, avec Jean Dollin.

Le 16 septembre 1703, après son décès donc, son office est transmis pour moitié à son fils aîné né d'un premier mariage, Georges Roëttiers, devant notaire à Paris, en présence de sa belle-mère, la dite veuve Hélène Stonehouse, dont le fils naturel, Joseph Charles Roëttiers est encore dans sa minorité, et qui hérite de l'autre moitié.